# Thecophora hyalipennis
Thecophora hyalipennis är en tvåvingeart som först beskrevs av Krober 1916.  Thecophora hyalipennis ingår i släktet Thecophora och familjen stekelflugor. Inga underarter finns listade i Catalogue of Life.